# 오와리이치노미야역
오와리이치노미야역(일본어: 尾張一宮駅 오와리이치노미야에키[*])은 일본 아이치현 이치노미야시에 있는 도카이 여객철도의 철도역이다.
메이테쓰 이치노미야 역과는 같은 역사를 쓰고 있지만, 별도의 역으로 취급되고 있다.

## 역 구조
쌍섬식 2면 4선 구조의 고가역이다. 2·3번선이 본선이며, 1·4번선은 대피선이다. 또한 1번선 동쪽에는 화물 열차와 작업용 차량 등이 사용하는 유치선이 있다.
역장과 역무원이 배치된 직영역으로, 기요스역, 이나자와역, 기소가와역을 관리한다.

### 승강장
| 1·2 | ■ 도카이도 본선 | 나고야 · 오카자키 방면 |
| 3·4 | ■ 도카이도 본선 | 기후 · 오가키 방면     |

## 역세권 정보
- 마스미다 신사
- 이치노미야시청사
- 메이테쓰 이치노미야 역 (나고야 철도 나고야 본선·비사이 선)
  - 메이테쓰 이치노미야 버스 터미널
  - 메이테쓰 백화점
- 메이신 고속도로 이치노미야 나들목

## 역사
- 1886년 5월 1일 - 관설철도 (뒷날의 일본국유철도) 기요스 역 (지금의 비와지마역) ~ 이치노미야 역 구간의 개통과 동시에 개업.
- 1987년 4월 1일 - 민영화에 따라 도카이 여객철도의 소속이 되었다.
- 2006년 11월 25일 - TOICA의 사용이 개시되었다.

## 인접역
| 도카이 여객철도 도카이도 본선              | 도카이 여객철도 도카이도 본선       | 도카이 여객철도 도카이도 본선 |
| ------------------------------------------ | ----------------------------------- | ----------------------------- |
| 나고야 ·도요하시 방면                      | ■ 홈라이너·특별쾌속·신쾌속·구간쾌속 | 기후 오가키 방면              |
| 나고야1 나고야·도요하시 방면               | ■ 쾌속                              | 기후 오가키 방면              |
| 이나자와 나고야·도요하시 방면              | ■ 보통                              | 기소가와 오가키 방면          |
| 1: 일부 쾌속 열차는 이나자와역에 정차한다. |                                     |                               |